# Premio Comstock per la fisica
Il premio Comstock per la fisica è assegnato dall'Accademia Nazionale delle Scienze degli Stati Uniti "per una recente scoperta o indagine innovativa nel campo dell'elettricità, del magnetismo o dell'energia radiante, in senso lato".
I premiati devono essere residenti in Nord America. Il premio è intitolato a Cyrus B. Comstock, viene assegnato ogni cinque anni circa dal 1913.

## Vincitori
| Anno | Vincitore                            | Motivazione |
| ---- | ------------------------------------ | --- |
| 1913 | Robert A. Millikan                   | |
| 1918 | Samuel Jackson Barnett               | |
| 1923 | William Duane                        | Per il suo lavoro su "relazioni di importanza fondamentale... per la loro influenza sulle moderne teorie della struttura della materia e sul meccanismo della radiazione". |
| 1928 | Clinton J. Davisson                  | In riconoscimento del suo lavoro sperimentale che ha dimostrato che, in determinate condizioni, gli elettroni si comportano come ci aspetteremmo che si comportino i treni di onde. |
| 1933 | Percy W. Bridgman                    | Per le sue ricerche che hanno portato a una maggiore comprensione della costituzione elettrica della materia. |
| 1938 | Ernest O. Lawrence                   | |
| 1943 | Donald W. Kerst                      | Per il suo lavoro pionieristico in relazione allo sviluppo del betatrone e ai risultati ottenuti con questo nuovo e potente strumento scientifico. |
| 1948 | Merle A. Tuve                        | Per il suo lavoro pionieristico sull'atmosfera superiore e lo sviluppo del metodo di studio dell'impulso elettrico; per il suo lavoro pionieristico in fisica nucleare con l'utilizzo del generatore elettrostatico e per lo sviluppo della miccia di prossimità. |
| 1953 | William Shockley                     | Per le sue indagini pionieristiche e l'esposizione delle proprietà elettriche e magnetiche dei materiali solidi; in particolare per le sue ricerche sulla conduzione dell'elettricità da parte di elettroni e lacune nei semiconduttori. |
| 1958 | Charles H. Townes                    | |
| 1963 | C. S. Wu                             | |
| 1968 | Leon N Cooper e J. Robert Schrieffer | |
| 1973 | Robert H. Dicke                      | |
| 1978 | Raymond Davis, Jr.                   | |
| 1983 | Theodor W. Hänsch e Peter P. Sorokin | |
| 1988 | Paul C. W. Chu e Maw-Kuen Wu         | Per la scoperta della superconduttività nell'ossido di rame e bario'ittrio e in composti simili al di sopra del punto di ebollizione dell'azoto, un'importante scoperta scientifica e tecnologica. |
| 1993 | Charles P. Slichter (condiviso)      | Per i suoi contributi fondamentali allo sviluppo e all'applicazione della risonanza magnetica nella materia condensata, tra cui la prima prova sperimentale delle correlazioni di accoppiamento nei superconduttori e studi fondamentali nella scienza delle superfici e nella catalisi. |
| 1993 | E. L. Hahn (condiviso)               | Per le sue rivoluzionarie scoperte nel campo della risonanza magnetica e dell'ottica coerente, in particolare per l'eco di spin di Hahn, la polarizzazione incrociata di Hartman-Hahn e la trasparenza autoindotta. |
| 1999 | John Clarke                          | Per i suoi importanti contributi allo sviluppo dei dispositivi di interferenza quantistica superconduttori (SQUIDS) e al loro utilizzo per le misurazioni scientifiche, in particolare per quanto riguarda l'elettricità, il magnetismo e le onde elettromagnetiche. |
| 2004 | John N. Bahcall                      | Per i suoi numerosi contributi all'astrofisica, in particolare per il suo lavoro definitivo sui modelli solari e per il suo ruolo cruciale nell'identificare e risolvere il problema dei neutrini solari. |
| 2009 | Charles L. Bennett                   | Per la mappatura del fondo cosmico a microonde e la determinazione dell'età, del contenuto di massa-energia, della geometria, del tasso di espansione e dell'epoca di reionizzazione dell'universo con una precisione senza precedenti. |
| 2014 | Deborah S. Jin                       | Per aver dimostrato la degenerazione quantistica e la formazione di un condensato molecolare di Bose-Einstein in gas atomici fermionici ultrafreddi e per il lavoro pionieristico nella chimica quantistica molecolare polare. |
| 2019 | Michal Lipson                        | Per i suoi contributi pionieristici alla fotonica del silicio basata su strutture ottiche ad alto confinamento, tra cui la dimostrazione della modulazione elettro-ottica nel silicio, l'oscillazione parametrica e l'estremo confinamento della luce nelle guide d'onda. |
| 2024 | Michel Devoret e Robert Schoelkopf   | Per lo sviluppo sperimentale della elettrodinamica quantistica a circuito (circuit QED), che realizza l'ottica quantistica non lineare nei circuiti elettrici a livello di singolo fotone e che consente nuove conoscenze e il controllo dei sistemi quantistici macroscopici, delle misure quantistiche, dell'elaborazione dell'informazione quantistica e della correzione degli errori quantistici. |